# Productivisme
Pour le courant artistique, voir Productivisme (art).
 (mai 2017).
 (mai 2017).
- Si vous ne connaissez pas le sujet, laissez ce bandeau (vous pouvez alors contacter les auteurs).
- Si vous supprimez le contenu mis en cause (vous pouvez préalablement contacter les auteurs),

argumentez précisément cette suppression dans la page de discussion
(un manque de référence n'est pas un argument ; une recherche réelle de référence doit avoir été effectuée, être formellement documentée).

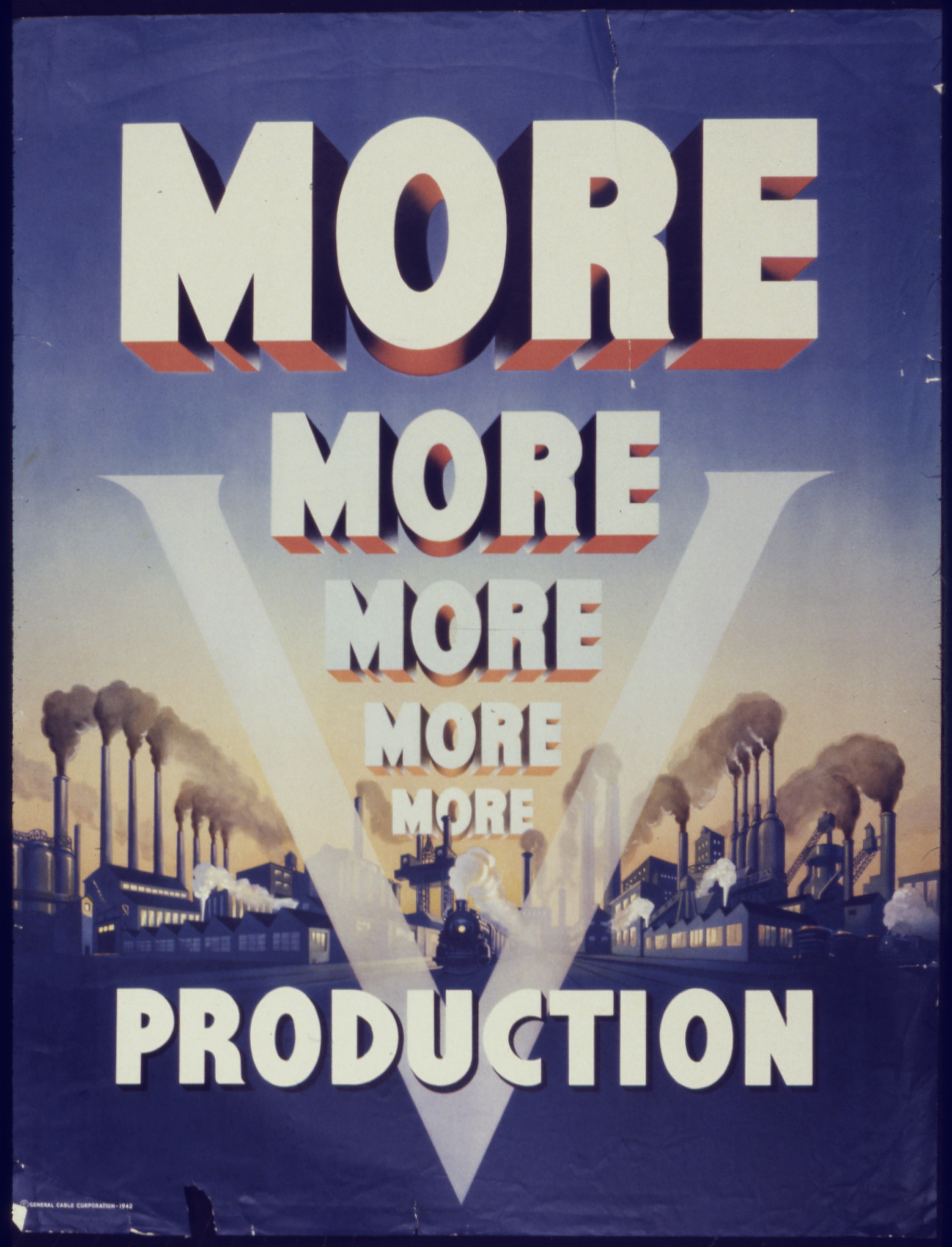
Poster américain de la Seconde guerre mondiale appelant à augmenter les cadences de production industrielle du Victory Program (source : NARA).

Apparu au début du XXe siècle, le productivisme est « un système d'organisation de la vie économique dans lequel la production est donnée comme objectif premier ». Il ne doit pas être confondu avec la recherche de la productivité.

## Définition
Depuis la révolution industrielle, le progrès technique permet d'accroître la production de façon considérable. Or dès lors que celui-ci est universellement considéré comme une fin en soi, il est sacralisé et cette sacralisation fait que tout système économique est intrinsèquement un système productiviste. Ainsi, avant même la destruction du mur de Berlin, le productivisme a été accepté par l'ensemble des acteurs politiques, aussi bien dans les pays communistes que dans les pays occidentaux, acquis au capitalisme. Partout sur le globe, une immensité d'individus ont vécu l'accroissement de la production comme un « progrès », une promesse de bonheur, la voie naturelle de l'Humanité. C'est pourquoi certains estiment qu'une majorité d'humains, du simple citoyen au dirigeant, a érigé la croissance économique au rang de « dogme religieux »,. De fait, les gains de productivité sont en grande partie réinvestis dans l'appareil de production et non dans la mise à disposition de davantage de temps libre pour les individus.
L'augmentation exponentielle de la production pose le problème de son écoulement. Le système publicitaire constitue un outil de propagande mis en place par les entreprises, destiné à véhiculer auprès des individus l'illusion que les désirs vécus correspondent à des besoins réels. Le productivisme conduit ainsi au développement du consumérisme. Et avec l'essor des nouvelles technologies et l'émergence du travail collaboratif qu'elles rendent possible, les individus des sociétés industrialisées se perçoivent de plus en plus comme des producteurs/consommateurs.

## Histoire
Pour Serge Audier, l'« hégémonie productiviste » se construit au XIXe siècle. La défense de l'industrialisation est plus forte que la défense de la nature en raison du culte du progrès, avec des figures comme Saint-Simon, Berthelot ou Cabet. Le marxisme de Marx et Engels accepte lui aussi le productivisme. Serge Audier considère qu'Ernest Solvay est le théoricien du productivisme
C'est avec la Première Guerre mondiale et la Révolution russe que les critiques du productivisme commencent à se faire entendre.
Dans l'entre-deux guerres, l'opposition au productivisme se trouve dans des cercles libertaires restreints ou chez des opposants à la modernité comme René Guénon ou Julius Evola.
À la sortie de la Seconde guerre mondiale la croissance économique est la priorité, et l'homme se veut maître de la nature. Les opposants comme Günther Anders, Bernard Charbonneau, Jacques Ellul et Aldous Huxley sont minoritaires. Les Trente Glorieuses sont marquées par un productivisme exacerbé, aussi bien dans les pays capitalistes que dans l'URSS.
La contestation des années 1960 critique le productivisme, cette fois d'un point de vue de gauche et non d'un point de vue écologique comme depuis les années 1930.
Dans les années 1970, c'est le tour des élites industrielles de s'inquiéter du productivisme. Le rapport Les Limites à la croissance du club de Rome est publié en 1972.
La mouvance altermondialiste des années 2000 accorde une place centrale à l'écologie.

## Effets

### Effets positifs
C'est dans la période de reconstruction de l'Après-Guerre que le productivisme s'est véritablement développé, se concrétisant par une élévation du niveau de vie (confort matériel). La période des Trente Glorieuses alimente aujourd'hui la nostalgie d'une période où le chômage était négligeable.

### Effets négatifs
Le productivisme a pour première conséquence la multiplication des déchets de toutes sortes et la grande difficulté à les gérer, en premier lieu les plus nocifs tels que les produits radio-actifs. Durant les années 1970, l'écologie politique, au travers de la prise de conscience de la finitude des ressources naturelles, a teinté négativement le mot « productivisme ». Ce n'est pourtant que de façon marginale que la perspective de l'épuisement des énergies fossiles et la disparition de nombreuses espèces animales ont conduit les humains à remettre en cause le modèle productiviste. Celui-ci reste très majoritairement ancré dans les esprits, le produit intérieur brut (PIB) demeurant le principal critère d'appréciation d'un pays et sa croissance restant l'un des premiers objectifs politiques, alors qu'il ne reflète aucunement le niveau d'éducation des individus ni leur état de santé.

### Effets moins perceptibles
Selon Jacques Ellul, le productivisme, et plus généralement la foi dans le progrès technique qui le rend possible, font craindre pour le XXIe siècle « l'émergence d'un nouveau type de totalitarisme : le conformisme ».